# Georg Carl von Döbeln

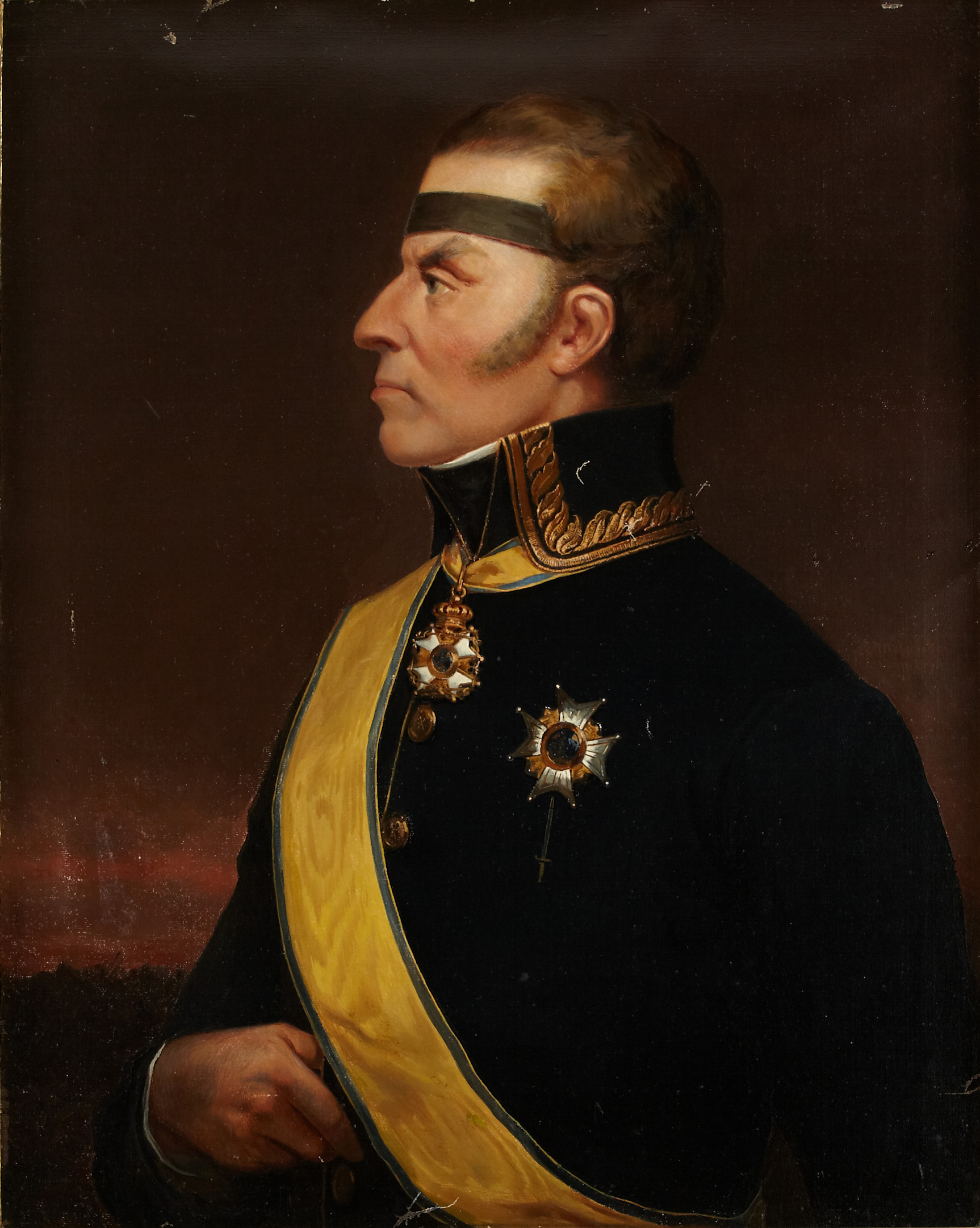
Georg Carl von Döbeln (Ölgemälde)

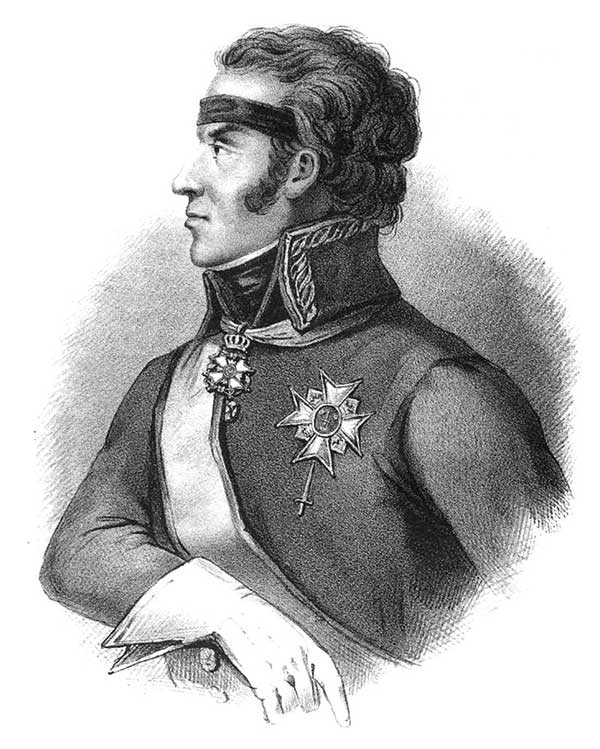
Georg Carl von Döbeln. Zeichnung von Albert Edelfelt (1903)

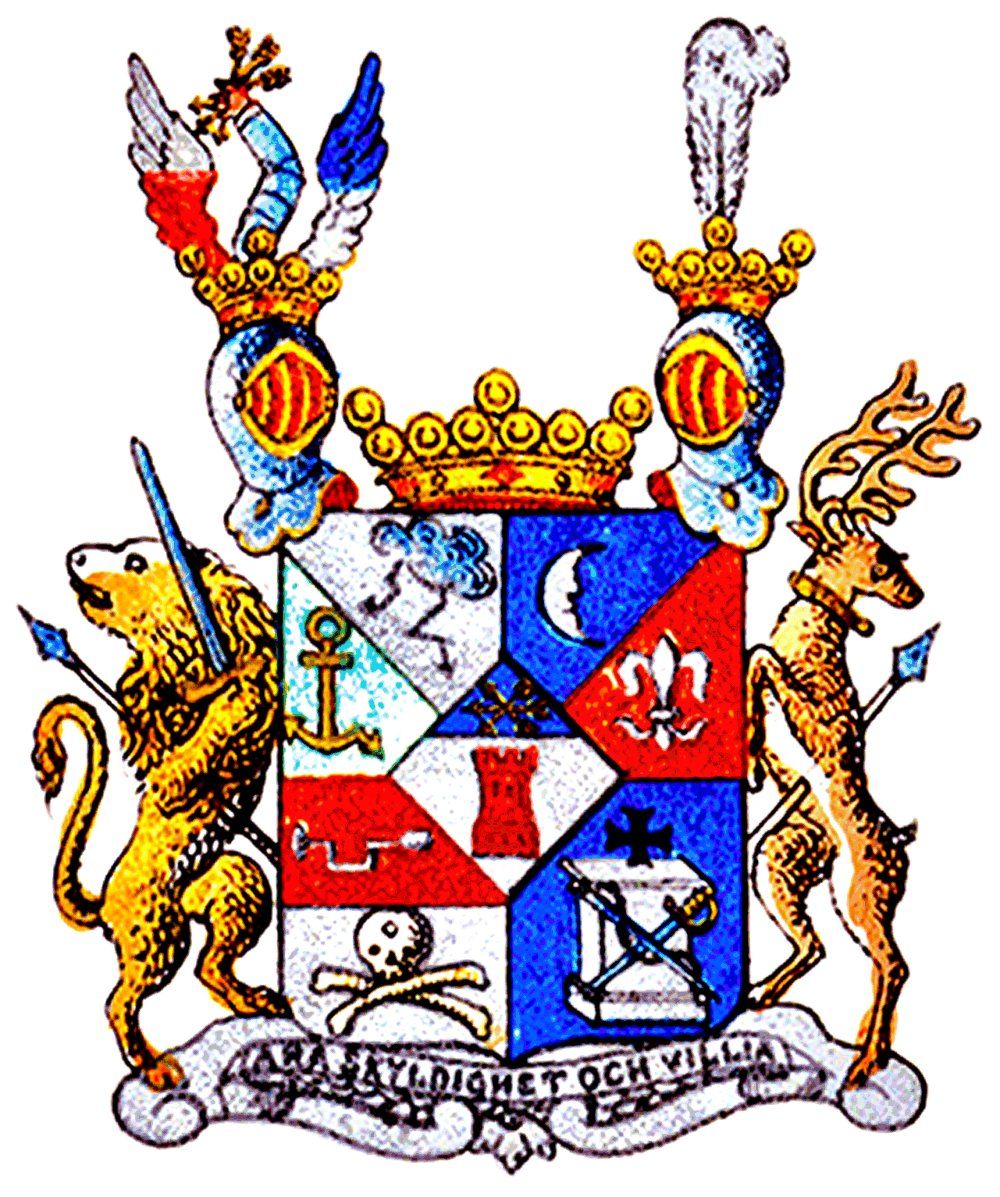
Wappen (1809)

Georg Carl von Döbeln (* 29. April 1758 in Stora Torpa (Kirchspiel Segerstad), Provinz Skaraborg (Landschaft Västergötland); † 16. Februar 1820) war ein schwedischer General, der vor allem im Russisch-Schwedischen Krieg 1808–1809 eine wichtige Rolle spielte. Sein direkter Kontrahent war sehr oft der russische Offizier Jakow Petrowitsch Kulnew.

## Kindheit und Jugend
Georg Carl von Döbeln wurde 1758 in Stora Torpa (Kirchspiel Segerstad) in der damaligen Provinz Skaraborg (Landschaft Västergötland) als Sohn des stellvertretenden Bezirksvorstehers Johan Jacob von Döbeln und seiner Frau Anna Maria Lindgren geboren. Er war damit Angehöriger des schwedischen Adelsgeschlechtes von Döbeln. Sein Urgroßvater Johann Jakob von Döbeln (1674–1743) war Professor der Medizin an der Universität Lund und Mitglied der Leopoldina. Sein Vater starb früh, und seine Pflegeeltern dachten zunächst an eine klerikale Laufbahn. Als er sich jedoch für das Militär zu interessieren begann, wurde er auf die Marineakademie geschickt. Aber seine Eltern dachten schon wieder an seinen beruflichen Werdegang und meinten, er solle Jurist werden. Zwei Jahre lang studierte er Jura, aber große Erfolge blieben aus. Im Alter von 20 trat er als Offiziersanwärter mit dem Rang Fähnrich in das Infanterieregiment „Sprengtporten“ ein.

## In Frankreich
Wie viele junge Männer seiner Zeit war auch Döbeln sehr abenteuerlustig. 1780 beschloss er, in die 13 Kolonien nach Amerika zu reisen, um sich dort an den Freiheitskämpfen zu beteiligen. Er machte sich auf den Weg nach Frankreich, um sich dort einzuschiffen, jedoch blieb er über ein Jahr lang in Paris. Zuletzt war er dort im Regiment des Grafen De La Marck angestellt und hatte ein Empfehlungsschreiben von Benjamin Franklin in der Tasche.
Das Regiment war jedoch nicht auf dem Weg nach Amerika, sondern wurde im letzten Moment nach Indien abkommandiert. Die Reise nach Indien dauerte ein Jahr und war übersät mit Gefahren, und auf dem Schiff „l’Amitié“ (frz. „die Freundschaft“) wüteten Krankheiten. Außerhalb Brests wurde die Flotte zunächst von britischen Schiffen angegriffen und war gezwungen, nach Brest zurückzukehren, um ein Schiff reparieren zu lassen. Danach konnte die Seereise jedoch unbeschadet fortgesetzt werden. In der Schlacht von Cuddalore in Indien wurde Döbeln am Bein verletzt, verschwieg jedoch diese Verletzung, da er wusste, dass der Feldzug dann für ihn vorbei gewesen wäre. Trotz dieser Verwundung schlug er sich wacker in den Kämpfen in Indien. Die Schlacht von Cuddalore war zu dieser Zeit das größte Zusammentreffen zwischen europäischen Mächten in Indien.
In Indien begegnete Döbeln vielen verschiedenen Kulturen, die er in seinen Tagebüchern näher beschrieb. Im September des Jahres 1783 wurde Döbeln zum Hauptmann befördert und diente General De La Marck während der sechs Monate langen Heimreise.

## Zurück zu Hause
Nach seiner Rückkehr konnte Döbeln keine annehmbare Arbeit finden, da er während seines ersten Aufenthalts in Paris beim schwedischen König Gustav III. in Ungnade gefallen war. Der König hatte Döbeln gebeten, einen Rivalen im Duell gegen Döbelns Freund General De La Marck zu unterstützen, was Döbeln jedoch ablehnte. Darum kehrte Döbeln nun nach Frankreich zurück und diente vier Jahre lang in der Straßburger Garnison. Hier schloss er auch einige interessante Freundschaften. Während eines Urlaubs im Schloss von Raismes in Nordfrankreich führte Döbeln einige geometrische Messungen auf Karten der Umgebung durch. Als Unterstützung erhielt er „einen kleinen, aber netten Mann“, der sich selbst als „Bonaparte“ bezeichnete. Es war der zukünftige Kaiser Napoleon.

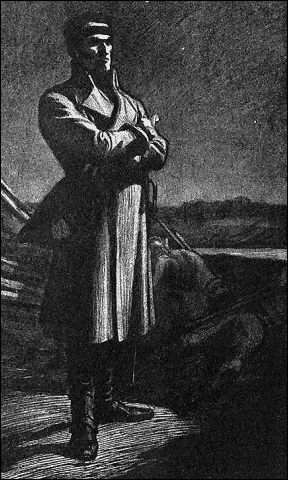
Zeichnung von Albert Edelfelt (1903)

Als der Krieg mit Russland (1788–1790) begann, kehrte Döbeln wieder nach Schweden zurück. Im März 1789 war er Hauptmann im Leichten Infanterie-Regiment „Savolax“ unter der Leitung von Oberst Curt von Stedingk. In der Schlacht von Porrassalmi (Finnland), in der die Schweden gegen eine wesentlich größere russische Armee kämpften, wurde er dann erneut verletzt. Dieses Mal bekam er eine Pistolenkugel in den Kopf, und dies war auch der Grund, weshalb er fortan ein schwarzes Seidenband um die Stirn trug: Er wollte die grässliche Wunde kaschieren. Weil Döbeln ein sehr jähzorniger Mann war, dachten die Leute, sein merkwürdiges Benehmen wäre eine direkte Folge seiner Kopfverletzung. Nach diesem Zwischenfall wurde er zum Major befördert.
Während der friedlichen Zeit nach dem Krieg mit Russland verbrachte auch Döbeln seine Zeit mit friedlicheren Beschäftigungen. Nachdem er seinen Besitz erweitert hatte, wurde er in die „Nylands-Brigade“ nach Finnland versetzt.

## Russisch-Schwedischer Krieg 1808–1809

### Anfangsphase des Krieges
Als der Russisch-Schwedische Krieg von 1808 bis 1809, der ihn zur Legende machen sollte, ausbrach, befand sich Döbeln im Kommando der Nachhut der Dritten Brigade und hatte dadurch beste Aussichten auf den Schlachtfeldern. In Ypperi nahe Pyhäjoki bekämpfte er mutig Kulnew, in Lappo griff er die linke Flanke des Feindes an und überrannte sie, in Kauhajoki stürmte er gegen eine überlegene russische Armee und zwang sie zum Rückzug. Und schon wieder berichten Legenden vom Jähzorn und Wagemut dieses Mannes: nachdem er Zeuge der russischen Grausamkeit gegenüber der Zivilbevölkerung, besonders den Bauern, in der Region um Kauhajoki geworden war, führten Döbeln und seine Männer in der darauffolgenden Schlacht einen großartigen Angriff gegen die Russen durch. „Diese Aktion wurde ausgeführt wie auf den Exerzierplätzen“, erzählte einer der Augenzeugen. Als die Russen dabei zu den ersten Linien vordrangen, stieg Döbeln auf einen nahe gelegenen Felsen und schrie den Russen zu: „Fahrt zur Hölle, ihr verlausten Russen! Euren Lohn bekommt ihr sofort! Hier stehe ich und ich soll fallen? Hier werdet ihr mein Denkmal sehen!“
Ein anderes, bizarres Beispiel von Georg Carl von Döbelns Temperament zeigte sich in der Schlacht von Ypperi nahe Pyhäjoki am Ende des ersten Rückzugs. Während dieser harten Schlacht im Winterschnee wurde Döbelns Adjutant Erling erschossen. Dessen Blut spritzte auf Döbeln, und auch sein Mantel war mit Blutflecken übersät. Als man ihn später fragte, was um alles auf der Welt denn auf seinem Mantel sei, sagte er, das sei Erlings Gehirn. „Er verlor seinen Kopf als er neben mir ritt.“

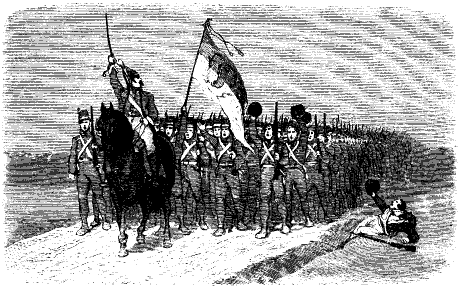
Döbelns Regiment „Björneborg“, Zeichnung von August Malmström (1880)

Seinen legendärsten Sieg feierte Döbeln in der Schlacht von Jutas, über die der Gedichtband Fähnrich Stahl von Johan Ludvig Runeberg berichtet. Der russische General Kossatchoffskij versuchte, der schwedischen Hauptarmee auf dem Rückzug den Weg abzuschneiden, aber Döbeln rettete die Situation, indem er sein Regiment „Björneborg“ direkt auf den Feind schickte. Die schwedische Hauptarmee unter der Leitung von Carl Johan Adlercreutz kämpfte am nächsten Tag in der Schlacht von Oravais, und wenn Döbeln in Jutas nicht gewonnen hätte, wäre dies eine Katastrophe für die schwedische Hauptarmee gewesen. „Von Döbeln in Jutas“ ist inzwischen zur Legende geworden. Vor dieser Aktion lag Döbeln krank in der Stadt Nykarleby, als ihn die Nachricht vom Aufmarsch russischer Truppen erreichte. Sogleich befand er sich wieder auf dem Feld und stärkte die Moral der schlecht und mangelhaft ausgerüsteten Truppen. Dann begann ein waghalsiger Einsatz, der den Feind sofort aufwirbelte – auf einem Schlachtfeld, das für einen solchen Einsatz überhaupt nicht geeignet war. Obwohl die Schlacht von Jutas, insgesamt betrachtet, nur eine kleinere Aktion war, hinterließ sie unbestritten Döbelns Spur in der Geschichte.
Während des Krieges gaben die Soldaten Döbeln den Spitznamen „Das Schwarze Band“ – die Gründe sind verständlich. Nach der Schlacht von Lappo wurde Döbeln das Großkreuz des Schwertordens verliehen, nach Jutas wurde er zum Generalmajor ernannt. Daraufhin wurde er als Kommandant auf den Åland-Inseln stationiert. Dort wurde er von russischen Truppen attackiert, war jedoch in der Lage, einen geordneten Rückzug zum schwedischen Festland zu organisieren. Als Kulnews Truppen entlang der Küste bei Grisslehamn auf dem schwedischen Festland landeten, waren Döbeln und seine Männer die einzigen Gegner zwischen Kulnew und Stockholm.

### Endphase des Krieges

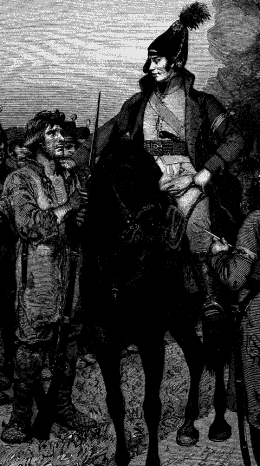
Georg Carl von Döbeln bei einem Soldaten, Zeichnung von August Malmström (1880)

Döbeln war ein aktiver Teil der Kampagne in Nordschweden, an deren Ende er sich vom finnischen Teil der Armee verabschiedete. Die Worte, die er sprach, beendeten die 700 Jahre alte Zugehörigkeit Finnlands zu Schweden. Die Oktobertage 1809 waren kalt und windig; auf der einen Seite standen die neulich angekommenen Grenadiere in schimmernden Uniformen und mit neuer Ausrüstung, dann kamen die anderen schwedischen Soldaten und zuletzt standen die finnischen Veteranen, in Lumpen gehüllt und mit mangelnder Ausrüstung. Es war ein bemitleidenswerter Anblick. Es war Döbeln, der zu diesen Männern sprach, Abschied nahm und der finnischen Nation dankte.
Döbelns Abschied von den finnischen Soldaten am 8. Oktober 1809 wurde in glorreichen Worten von vielen schwedischen und finnischen Geschichtsschreibern beschrieben.
Danach kommandierte er die an der norwegischen Grenze stationierten schwedischen Truppen. Er schaffte es, den norwegischen Kommandanten zum Rückzug nach Norwegen zu überreden, ohne Blut zu vergießen. 1809 wurde er außerdem zum Freiherrn erhoben. 1811 wurde er Kommandant des neu aufgestellten „Norra skånska Infanteriregiments“, in welchem er bevorzugt Veteranen aus seinen Finnland-Feldzügen einstellte.

## Napoleonische Kriege
Während des Krieges in Deutschland 1813 kommandierte Döbeln schwedische Truppen in Mecklenburg. Von hier aus unterstützte er Hamburg, das von den Franzosen bedroht wurde. Britische Truppen wurden nach Hamburg gesandt, um die Stadt im Kampf gegen die Franzosen zu unterstützen; aber diese Truppen waren zu schwach und kamen zu spät. Den Schweden waren die Hände gebunden, da Kronprinz Bernadotte noch nicht angekommen war und den schwedischen Truppen in Norddeutschland, die von Adlercreutz kommandiert wurden, strikten Befehl gegeben hatte, den Feind nicht anzugreifen, falls die Siegeschancen nicht 3:1 stünden. Adlercreutz konnte nicht entscheiden, ob er die Unterstützung Hamburgs in seine Hand nehmen sollte oder nicht. Döbeln jedoch sandte sofort den Brigadegeneral Boije mit schwedischer Verstärkung nach Hamburg. Nachdem Bernadotte endlich angekommen war und als „Retter Deutschlands“ von der Bevölkerung Stralsunds begrüßt worden war, wurde Adlercreutz durch Stedingk ersetzt. Döbeln stoppte seinen Marsch nach Hamburg jedoch nicht, obwohl Bernadotte wollte, dass die Männer sofort dort anhielten, wo sie waren. Döbeln saß mit dem Befehl Bernadottes in der Hand eine Stunde lang in seinem Büro, bevor er ihn an Boije schickte. Als der Kurier ankam, waren Boijes Männer bereits bis zum Stadtrand vorgerückt und wehrten dort erfolgreich einen französischen Angriff ab.
Döbeln hatte versprochen, Hamburg zu unterstützen, und er ging immer seinen eigenen Weg, egal ob gut oder schlecht. Er war stets ein Mann seines Wortes – bis zum Äußersten. Einmal besuchte Döbeln eine Gruppe von Damen, die gerade dabei waren, über ein Thema zu reden, das er nicht hören wollte. Er sagte zu ihnen, wenn sie nicht aufhören würden, sich über dieses Thema zu unterhalten, verlasse er diese Runde jetzt und komme erst wieder, wenn 10 Jahre vorüber seien. Die Damen setzten ihre unterhaltende Diskussion fort, ohne seine Bemerkung zu beachten. Er stand auf und verließ die Damen – und wie er es gesagt hatte, kam er 10 Jahre später zurück.
Seine Aktion in Hamburg wurde als Befehlsverweigerung betrachtet, und Döbeln wurde zum Tode verurteilt. Jedoch hob Bernadotte selbst die Verurteilung auf und veranlasste stattdessen die Inhaftierung Döbelns im Gefängnis Vaxholm. Aus dem Gefängnis schrieb Döbeln einen Brief an einen Verwandten, in dem er den Wunsch äußerte, bis Kriegsende in der schwedischen oder einer anderen der alliierten Armeen zu dienen, danach würde er freiwillig ins Gefängnis zurückkehren. Dieser Brief berührte Bernadotte so sehr, dass er die Verurteilung gänzlich aufhob. Nach diesem Vorfall war die Beziehung zwischen den beiden gut. 1815 erhielt Döbeln ein Lehen in Pommern, das damals zu Schweden gehörte, und wurde 1816 zum ständigen Wortführer im Kriegsrat ernannt.

## Tod und Legende

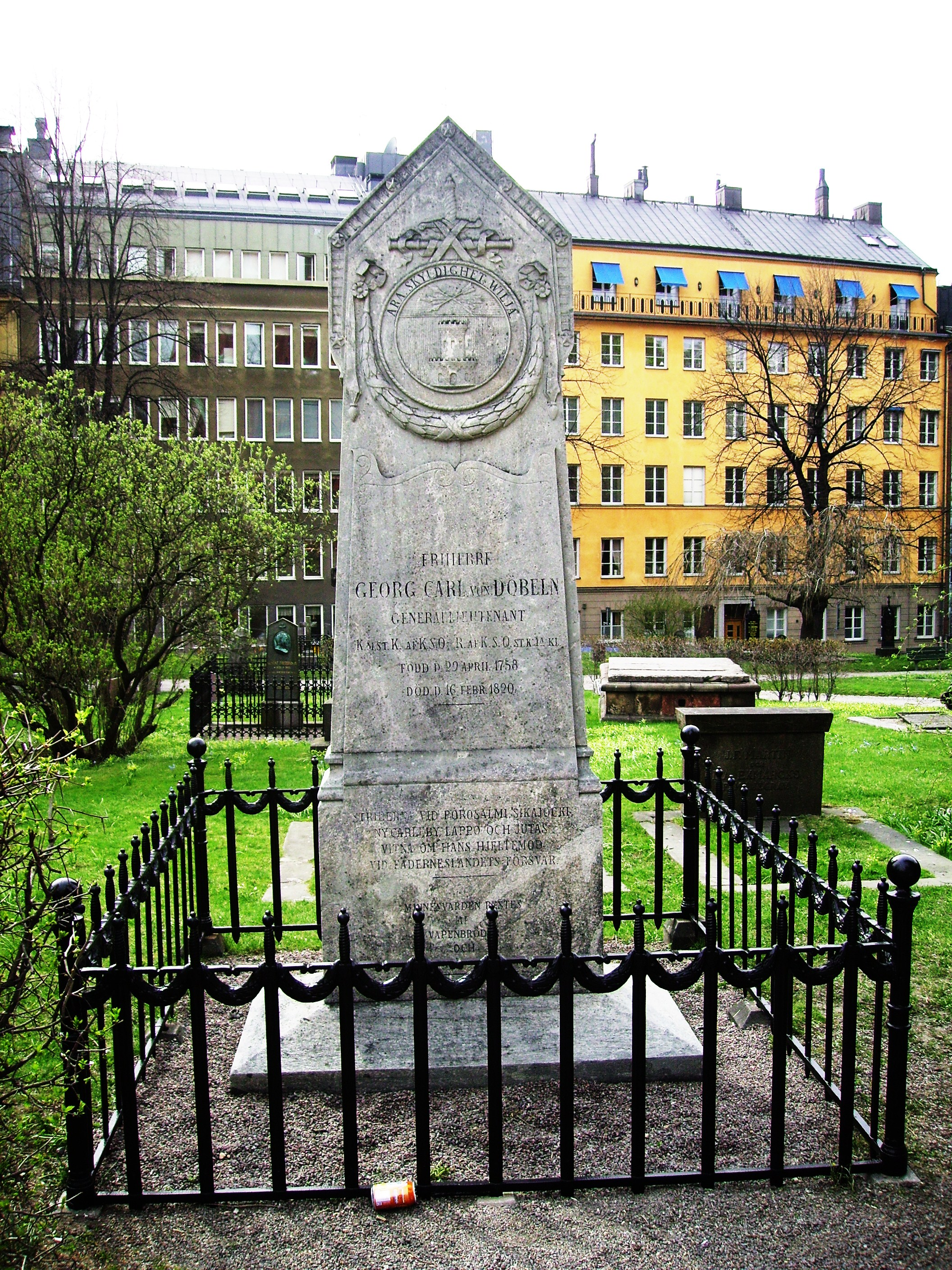
Georg Carl von Döbelns Grab, Johannes kyrkogård, Stockholm.

Georg Carl von Döbeln starb 1820 im Alter von 62 Jahren. Er war eine ambivalente Figur mit einem jähzornigen, wütenden Temperament, aber er konnte auch sanft und sentimental sein. Seine Soldaten und seine Vorgesetzten bewunderten seinen Mut und seine Innovationen angesichts des Feindes.
Seine späteren Lebensjahre verbrachte er als Pensionär zurückgezogen und unter sehr knappen Verhältnissen auf Lilla Trädgårdsgatan in Stockholm. Sein Wahlspruch als Freiherr war: „Ära, skyldighet, wilja“ (übersetzt: „Ehre, Pflicht, Wille“). Dies wurde auch das Motto des „Norra skånska“ Regiments und ziert außerdem Carl von Döbelns Grabstein auf dem St.-Johannes-Friedhof im Zentrum Stockholms.
In dem Gedicht Döbeln vid Jutas („Döbeln bei Jutas“) aus Fähnrich Stahl hat Johan Ludvig Runeberg Georg Carl von Döbeln ein literarisches Denkmal gesetzt.

## Familie
Döbeln war mit Kristina Karoline Ullström verheiratet, von der er später geschieden wurde. Mit ihr hatte er einen Sohn namens Napoleon (1802–1847), der später Hauptmann in der schwedischen Armee wurde. Da er unverheiratet starb, erlosch das Freiherrengeschlecht derer von Döbeln.